# Gramaccioliíta-(Y)
La gramaccioliíta-(Y) es la forma mineral de un óxido múltiple de composición (Pb,Sr)(Y,Mn)Fe3+2(Ti,Fe3+)18O38.
Fue descrita por primera vez en 2004 por Paolo Orlandi, Marco Pasero, Nicola Rotiroti, Filippo Olmi, Franceso Demartin e Yves Moëlo por su presencia en Sambuco (Piamonte, Italia).
Su nombre hace honor al profesor de física química y coleccionista de minerales Carlo Maria Gramaccioli (1935-2013) mientras que el sufijo -(Y) hace referencia al itrio (símbolo Y) como elemento dominante entre las tierras raras.

## Propiedades
La gramaccioliíta es negra, de brillo graso o submetálico, y opaca.
Es un mineral quebradizo con dureza 6 en la escala de Mohs y densidad 4,66 g/cm³.
Cristaliza en el sistema trigonal, clase romboédrica (3).
Este mineral contiene un 34% de titanio, un 19% de hierro, un 8,3% de plomo, un 3,6% de itrio. un 1,2% de estroncio y un 0,7% de manganeso. Su fórmula empírica corresponde a (Pb0.75Sr0.25)(Y0.75,Mn0.25)(Fe)2(Ti0.75Fe0.25)18O38.
La gramaccioliíta-(Y) forma una serie mineralógica con la senaíta —se la puede considerar el análogo de itrio de esta última— y, al igual que ella, pertenece al grupo mineralógico de la crichtonita; otros miembros de este grupo son cleusonita, dessauíta-(Y), landauíta y mapiquiroíta.

## Morfología y formación
La gramaccioliíta-(Y) se presenta como cristales tabulares finos con contornos hexagonales, cuyo tamaño es de hasta 3 mm.
Se ha encontrado este mineral en filones de cuarzo hidrotermal que cortan gneises de biotita (localidad tipo), así como en bauxitas brechificadas y mármol sometidos a metamorfismo.
Entre otros minerales, puede estar asociada a cuarzo, albita, moscovita, anatasa, brookita, rutilo, fluorapatito, xenotima y senaíta.

## Yacimientos
La localidad tipo de este mineral está en Sambuco (Cuneo, Italia). Consta de hendiduras mineralizadas en gneises graníticos ricos en biotita donde, además de la gramaccioliíta-(Y), hay otros minerales óxidos como anatasa, brookita, hematita, rutilo y senaíta.
Asimismo, en la provincia de Verbano-Cusio-Ossola existen depósitos en el monte Cervandone, Varzo y Formazza.
Por otra parte, se ha encontrado gramaccioliíta-(Y) en Mikri Lakka, en la costa oriental de Samos (Grecia). Este enclave consiste en un cuerpo de bauxita metamórfica (de unos 130 m) incrustado en mármol de calcita.